# Mestaruussarja
Mestaruussarja była najwyższą piłkarską klasą rozgrywkową w Finlandii w latach 1930–1989. Liga skupiała zależnie od sezonu od 8 do 16 najlepszych klubów tego kraju, grając systemem kołowym. Wcześniej, w latach 1908–1929, piłkarskim mistrzem Finlandii zostawał zwycięzca rozgrywek pucharowych. W 1990 powstała Veikkausliiga, jako następca ligi Mestaruussarja.
Liga rozgrywana była systemem wiosna-jesień, podobnie jak w przypadku innych państw znajdujących się w strefie klimatu umiarkowanego chłodnego (Islandia, Norwegia, Rosja, Szwecja). Zwycięzca rozgrywek zostawał piłkarskim mistrzem Finlandii.

## Historia
W latach 1908–1929 piłkarskim mistrzem Finlandii zostawał zwycięzca corocznego turnieju pucharowego. Począwszy od roku 1930 wprowadzono rozgrywki ligowe pod nazwą Mestaruussarja. Porządek rozgrywek został zaburzony w okresie II wojny światowej, kiedy dwukrotnie w latach 1940 oraz 1942 ze względów bezpieczeństwa zrezygnowano z organizowania długoterminowego sezonu, a format ligowy zastępowano pucharowym, a w roku 1943 rozgrywki w ogóle się nie rozpoczęły. Pod koniec wojny, silną pozycję w fińskiej piłce nożnej uzyskała amatorska Federacja Sportowa Pracowników (Suomen Työväen Urheiluliitto – TUL). W latach 1945–1947 rozgrywano dwie osobne ligi, jedną dla klubów zrzeszonych w Fińskim Związku Piłki Nożnej (Suomen Palloliitto – SPL), drugą dla drużyn zrzeszonych w TUL. Każde z rozgrywek wyłaniały swojego osobnego zwycięzcę, jednak mistrzem Finlandii zostawała dopiero drużyna, która wygrywała organizowany na koniec sezonu turniej pucharowy dla najlepszych zespołów wewnętrznych lig SPL oraz TUL. Po sezonie 1947 najlepsze kluby zrzeszone w TUL dołączyły do organizowanej przez SPL Mestaruussarji, co zakończyło okres podziału rozgrywek ligowych na dwie osobno kontrolowane dywizje. Począwszy od 1990 roku Mestarrussarję zastąpiono nowymi rozgrywkami ligowymi – SM-liiga – będącymi już poza zasięgiem związku piłkarskiego. Dwa lata później uzyskały one funkcjonującą do dziś nazwę Veikkausliiga.

## Format rozgrywek
| Okres     | Liczba klubów    |
| --------- | ---------------- |
| 1930-1944 | 8                |
| 1945-1947 | Dwie osobne ligi |
| 1948      | 16               |
| 1949      | 12               |
| 1950-1960 | 10               |
| 1961-1970 | 12               |
| 1971      | 14               |
| 1972-1989 | 12               |

## Zwycięzcy Mestaruussarji
| - 1930: Helsingfors IFK - 1931: Helsingfors IFK - 1932: Helsingin Palloseura - 1933: Helsingfors IFK - 1934: Helsingin Palloseura - 1935: Helsingin Palloseura - 1936: HJK Helsinki - 1937: Helsingfors IFK - 1938: HJK Helsinki - 1939: Turun Palloseura - 1940: Sudet Viipuri - 1941: Turun Palloseura - 1942: HT Helsinki - 1943: nie rozgrywano - 1944: Vasa IFK | - 1945: Vaasan Palloseura - 1946: Vasa IFK - 1947: Helsingfors IFK - 1948: Vaasan Palloseura - 1949: Turun Palloseura - 1950: Ilves Tampere - 1951: KTP Kotka - 1952: KTP Kotka - 1953: Vasa IFK - 1954: Turun Pyrkivä - 1955: Kiffen Helsinki - 1956: Kuopion Palloseura - 1957: Helsingin Palloseura - 1958: Kuopion Palloseura - 1959: Helsingfors IFK | - 1960: FC Haka - 1961: Helsingfors IFK - 1962: FC Haka - 1963: Lahden Reipas - 1964: HJK Helsinki - 1965: FC Haka - 1966: Kuopion Palloseura - 1967: Lahden Reipas - 1968: Turun Palloseura - 1969: KPV Kokkola - 1970: Lahden Reipas - 1971: Turun Palloseura - 1972: Turun Palloseura - 1973: HJK Helsinki - 1974: Kuopion Palloseura | - 1975: Turun Palloseura - 1976: Kuopion Palloseura - 1977: FC Haka - 1978: HJK Helsinki - 1979: Oulun Palloseura - 1980: Oulun Palloseura - 1981: HJK Helsinki - 1982: FC Kuusysi - 1983: Ilves Tampere - 1984: FC Kuusysi - 1985: HJK Helsinki - 1986: FC Kuusysi - 1987: HJK Helsinki - 1988: HJK Helsinki - 1989: FC Kuusysi |